# Sacha Guitry

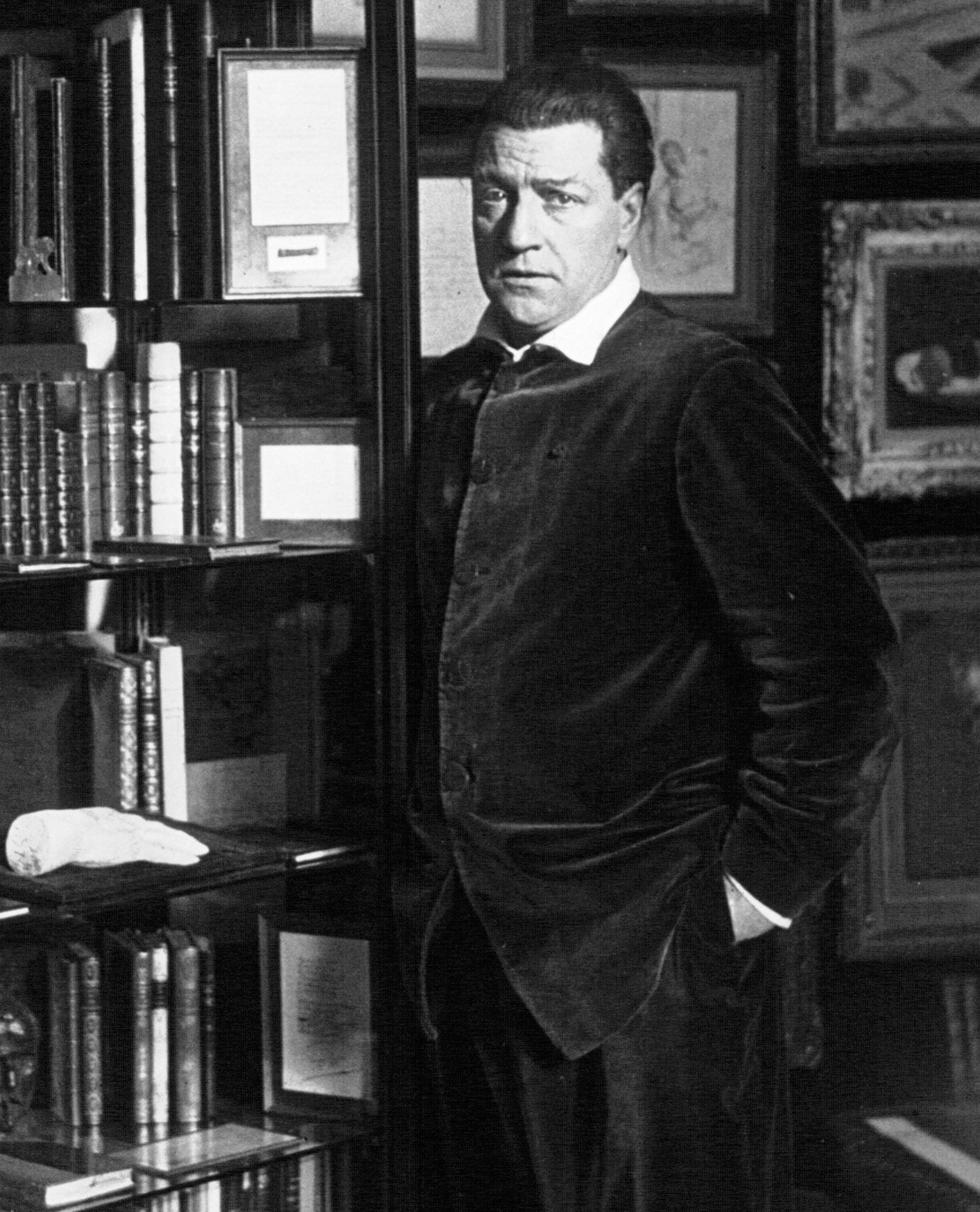
Sacha Guitry (1931)

Sacha Guitry (* 9. Februarjul. / 21. Februar 1885greg. in Sankt Petersburg; † 24. Juli 1957 in Paris; eigentlich Alexandre Pierre Georges Guitry) war ein französischer Schauspieler, Filmregisseur, Drehbuchautor und Dramatiker.

## Leben
Sacha Guitry kam 1885 als Sohn des seinerzeit berühmten französischen Schauspielers Lucien Guitry (1860–1925) und der Schauspielerin Renée de Pontry (1858–1902) in Sankt Petersburg zur Welt. In eine Theaterfamilie hineingeboren, stand Sacha Guitry bereits im Alter von fünf Jahren auf der Bühne. Als er 16 Jahre alt war, wurde mit Le Page zum ersten Mal eines seiner selbst verfassten Stücke aufgeführt. Der Schriftsteller und Freund seines Vaters Alphonse Allais vermittelte ihn an die humoristische Zeitschrift Le Sourire. 1918 begann er, seine Stücke auch zu produzieren und zu inszenieren. Bei seiner Autorentätigkeit standen ihm die Schriftsteller Jules Renard und Octave Mirbeau als Mentoren zur Seite. 
Bereits während der 1920er Jahre verfasste Guitry Drehbücher für Stummfilme. Ab 1935 war er regelmäßig auch als Filmregisseur tätig – angefangen mit der Filmbiografie Pasteur, in der  er nicht nur die Titelrolle, sondern neben Fernand Rivers auch die Co-Regie übernahm. Sehr an Geschichte interessiert, drehte Guitry bevorzugt Filmbiografien und Historienfilme wie Die Perlen der Krone (1937, in Co-Regie mit Christian-Jaque) und einer seiner größten Leinwanderfolge Versailles – Könige und Frauen (1954). Er realisierte jedoch auch leichte Unterhaltungsfilme wie Mein Vater hatte recht (1936). Bekannt für seinen beißenden Witz, versah er seine vordergründig heiteren Filme wie Das Scheusal (1951) mit gesellschaftskritischen Untertönen. Stets war er in seinen Filmen auch in einer Hauptrolle zu sehen. 
Im Laufe seines Lebens schrieb Guitry 124 Bühnenstücke sowie zahlreiche Zeitungsartikel, Gedichte, Aufsätze und mehr als 50 Drehbücher. In seinen Stücken übernahm er häufig auch die Hauptrolle auf der Theaterbühne. Mit seinen insgesamt fünf Ehefrauen, darunter Yvonne Printemps und Jacqueline Delubac, stand er dabei regelmäßig auf der Bühne. Zu seinem engen Freundeskreis zählten Jean Cocteau, Tristan Bernard und Claude Monet.
Guitry liegt auf dem Cimetière de Montmartre in Paris begraben.

## Werke (Auswahl)
Theaterstücke
- Le Page (1902)
- Yves le fou (1903)
- Nono (1905)
- Un étrange point d’honneur (1906)
- La Clef (1907)
- C’te pucelle d’Adèle (1909)
- Le Veilleur de nuit (1911)
- Un beau mariage (1911)
- Deux couverts (1914)
- Jean de La Fontaine (1916)

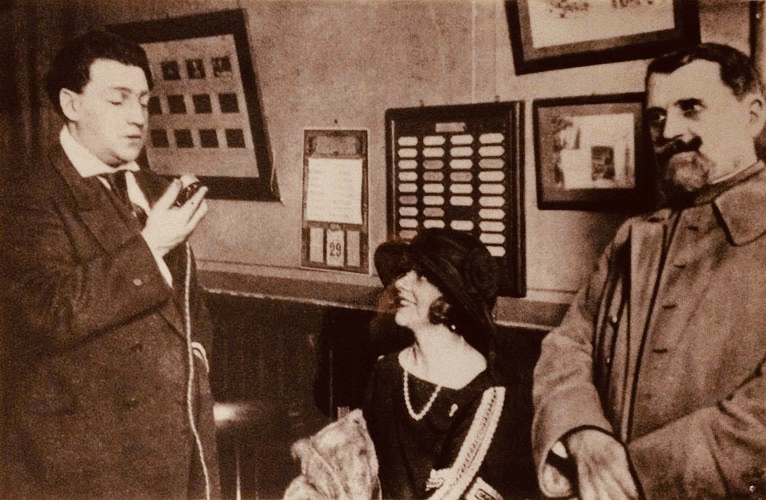
Guitry (l.), Yvonne Printemps und General Gustave-Auguste Ferrié

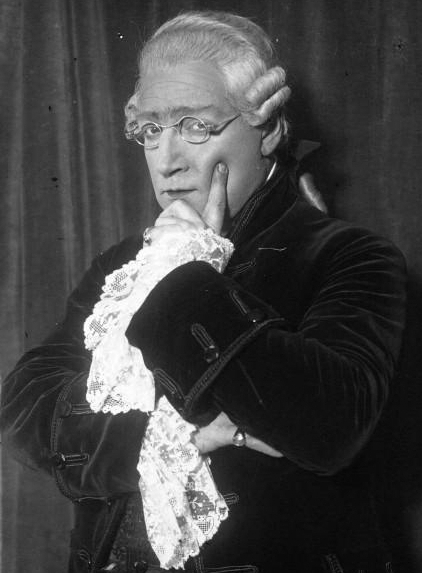
Guitry als Mozart (1926)

- Le Mari, la Femme et l’Amant (1919)
- Le Comédien (1921)
- Le Lion et la Poule (1923)
- Désiré (1927)
- La Troisième Chambre (1929)
- Mon double et ma moitié (1931)
- Le Renard et la Grenouille (1933)
- La Fin du monde (1935)
- Quadrille (1937)
- L’École du mensonge (1940)
- Aux deux colombes (1948)
- Beaumarchais (1950)
- Constance (1950)
- Palsambleu (1953)

Prosa
- Mémoires d’un tricheur (1935)
  - dt.: Roman eines Schwindlers, Steyrermühl, Wien 1937, und weitere Ausgaben, zuletzt Rowohlt, Reinbek b. Hamburg 1962

## Filmografie (Auswahl)

### Regie
- 1935: Pasteur – auch Drehbuch und Darsteller
- 1936: Roman eines Schwindlers (Le Roman d’un tricheur) – auch Drehbuch und Darsteller
- 1936: Mein Vater hatte recht (Mon père avait raison) – auch Drehbuch und Darsteller,
- 1937: Die Perlen der Krone (Les Perles de la couronne) – auch Drehbuch und Darsteller
- 1937: Désiré – auch Drehbuch und Darsteller
- 1938: Die Straße der Liebe (Remontons les Champs-Élysées) – auch Darsteller
- 1942: Le Destin fabuleux de Désirée Clary – auch Drehbuch und Darsteller
- 1948: Der Schauspieler (Le Comédien) – auch Drehbuch und Darsteller
- 1948: Der hinkende Teufel (Le Diable boiteux) – auch Drehbuch und Darsteller
- 1951: Das Scheusal (La Poison) – auch Drehbuch
- 1954: Versailles – Könige und Frauen (Si Versailles m'était conté) – auch Drehbuch und Darsteller
- 1955: Napoleon (Napoléon) – auch Drehbuch und Darsteller
- 1956: Wenn Paris erzählen könnte (Si Paris nous était conté)
- 1957: Mörder und Diebe (Assassins et voleurs) – auch Drehbuch
- 1957: Die Zwillinge und der Mörder (Les Trois font la paire) – auch Drehbuch

### Drehbuch
- 1918: Un roman d’amour et d’aventures – auch Darsteller
- 1924: The Lover of Camille
- 1924: La Voyante – auch Darsteller

### Literarische Vorlage
- 1940: Glückspilze (Lucky Partners)
- 1958: Das Leben zu zweit (La Vie à deux)
- 1960: Affäre Nabob (Au voleur!)
- 1970: Zwei ganze Tage – Wir wollen uns ein Luftschloß bauen (Faisons un rêve) (TV-Film)
- 1996: Beaumarchais – Der Unverschämte (Beaumarchais, l’insolent)
- 1996: Désiré